# Sesam

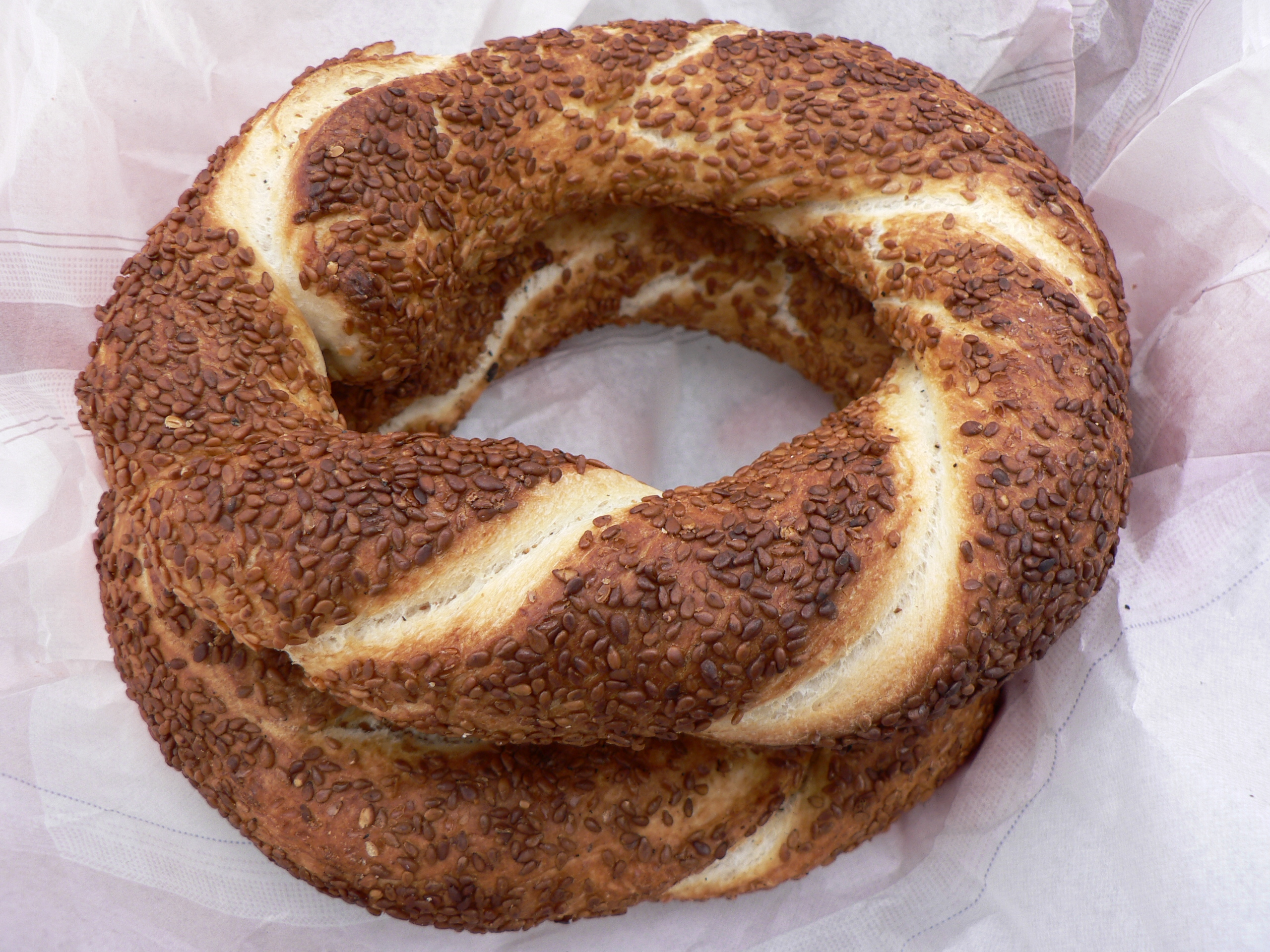
Simit

Sesam (Sesamum indicum, synoniem: Sesamum orientale) is een plant uit de familie Pedaliaceae. De soort hoort waarschijnlijk tot de oudste vanwege de olie gekweekte gewassen van de wereld. De plant komt oorspronkelijk uit Afrika. Het woord sesam komt van het Arabische saasim/simsim.
Sesam wordt verbouwd in tropische en subtropische gebieden in de gehele wereld, maar vooral in Afrika, India, Zuid- en Midden-Amerika. Het is een kruidachtige plant die 0,5–1 m groot wordt. De bloemen lijken wel op een vingerhoed. De oliehoudende zaden zitten in een doosvrucht, een peul die vijftig tot honderd zaadjes bevat. De wortels van de plant worden in de zomer geoogst en de zaden op het moment dat de peulen bruin-zwart zijn verkleurd. De zaden, de olie en de wortel worden voor culinaire en geneeskundige doeleinden gebruikt.

## Sesamzaad
Sesamzaadjes worden zowel gepeld als ongepeld verkocht, vaak ook geroosterd. Ze worden gebruikt ter verfijning van brood en gebak en voor het kruiden van gerechten. Met name geroosterd sesamzaad heeft een sterke smaak. In de Midden-Oosterse keuken wordt tahin (tahini, tahine of tahina in andere talen) veel gebruikt. Dit is een olierijke saus of pasta van gemalen sesam, citroensap, peper, knoflook en andere specerijen. De saus wordt gebruikt om hummus en andere gerechten mee te kruiden. Geroosterde sesamzaden zijn voorts een belangrijk ingrediënt voor veel oriëntaalse zoetwaren zoals halva. In Japan is gomasio bekend, een specerij gemaakt van geroosterde sesam en zeezout. In de natuurvoedingsbeweging worden ook wel gekiemde zaden gebruikt.
In China en in de antieke Oriënt werden de zaden als levensverlengend en geestversterkend beschouwd.
In 2021 werden in België en Nederland sommige producten met sesamzaad uit de handel gehaald, omdat er het niet-toegelaten etheenoxide aan was toegevoegd.

### Samenstelling
Sesamzaad bevat onverzadigde vetzuren, eiwitten, vitamine E, vitamine B in de vorm van foliumzuur en nicotinezuur, en mineralen, zoals magnesium, calcium en fosfor.

## Productie
| Productie in ton sesamzaad. Gegevens van 2003-2004 Gegevens van FAOSTAT (FAO) | Productie in ton sesamzaad. Gegevens van 2003-2004 Gegevens van FAOSTAT (FAO) | Productie in ton sesamzaad. Gegevens van 2003-2004 Gegevens van FAOSTAT (FAO) | Productie in ton sesamzaad. Gegevens van 2003-2004 Gegevens van FAOSTAT (FAO) | Productie in ton sesamzaad. Gegevens van 2003-2004 Gegevens van FAOSTAT (FAO) | Productie in ton sesamzaad. Gegevens van 2003-2004 Gegevens van FAOSTAT (FAO) |
| ----------------------------------------------------------------------------- | ----------------------------------------------------------------------------- | ----------------------------------------------------------------------------- | ----------------------------------------------------------------------------- | ----------------------------------------------------------------------------- | ----------------------------------------------------------------------------- |
| India                                                                         | 800.000                                                                       | 26 %                                                                          | 800.000                                                                       | 26 %                                                                          |                                                                               |
| China                                                                         | 593.594                                                                       | 20 %                                                                          | 650.620                                                                       | 21 %                                                                          |                                                                               |
| Myanmar                                                                       | 380.000                                                                       | 13 %                                                                          | 380.000                                                                       | 12 %                                                                          |                                                                               |
| Soedan                                                                        | 325.000                                                                       | 11 %                                                                          | 325.000                                                                       | 11 %                                                                          |                                                                               |
| Oeganda                                                                       | 110.000                                                                       | 4 %                                                                           | 110.000                                                                       | 4 %                                                                           |                                                                               |
| Nigeria                                                                       | 75.000                                                                        | 2 %                                                                           | 75.000                                                                        | 2 %                                                                           |                                                                               |
| Pakistan                                                                      | 68.000                                                                        | 2 %                                                                           | 68.000                                                                        | 2 %                                                                           |                                                                               |
| Andere landen                                                                 | 679.070                                                                       | 22 %                                                                          | 683.042                                                                       | 22 %                                                                          |                                                                               |
| Totaal                                                                        | 3.030.664                                                                     | 100 %                                                                         | 3.091.662                                                                     | 100 %                                                                         |                                                                               |

## Sesamolie
Sesamzaad bevat tot 50% olie en 20% eiwit. Sesamolie uit gebrande en koudgeperste zaden is vrijwel reukloos, licht zoetig en wordt zelden rans. Het verliest wel vrij snel zijn aroma. De goede houdbaarheid kan verklaard worden door het hoge gehalte aan antioxidanten. In de Chinese, Japanse en  Arabische keuken is het een gebruikelijke olie bij de bereiding van voedsel.
Uit sesamolie wordt ook zeep gemaakt, ze dient als grondstof voor cosmetica en is bruikbaar als massageolie.
In de ayurvedische geneeswijze wordt sesamolie uitwendig toegepast ter behandeling van huidziekten.

## Typische sesamproducten
- Gomasio
- Halva
- Hummus
- Simit
- Tahin